# Торе Папоне (Империја)
Торе Папоне је насеље у Италији у округу Империја, региону Лигурија.
Према процени из 2011. у насељу је живело 76 становника. Насеље се налази на надморској висини од 170 м.